# Красовський Феодосій Миколайович
Феодосій Миколайович Красо́вський (рос. Феодосий Николаевич Красовский; *14 (26) вересня 1878, Галич — †1 жовтня 1948, Москва) — російський радянський геодезист, член-кореспондент АН СРСР (1939).

## Життєпис
Народився в Галичі (нині Костромська область). У 1900 закінчив Межевий інститут у Москві. З 1907 — його викладач, з 1912 — завідувач кафедрою. З ініціативи Красовського в 1928 був створений Центральний науково-дослідний інститут геодезії, аерозйомки і картографії (нині носить його ім'я), який він очолював до 1930, в 1930—1937 — заступник директора з наукової частини. У 1924—1930 керував астрономо-геодезичними і картографічними роботами в СРСР.
Розробив науково-теоретичні та програмно-методичні питання побудови астрономо-геодезичної і нівелірної мереж СРСР, постановки топографічних зйомок і гравіметричних робіт. Вніс великий внесок у розвиток математичної геодезії і картографії. Успішно займався основною науковою проблемою геодезії — вивченням фігури Землі та визначенням її розмірів. На підставі великого матеріалу градусних вимірювань визначив елементи земного еліпсоїда, прийнятого в 1946 за стандартну поверхню при геодезичних і картографічних роботах в СРСР і низці інших країн (еліпсоїд Красовського). Вивчення фігури Землі Красівський проводив у тісному зв'язку з дослідженнями її внутрішньої будови, залучаючи для цього дані геодезії, астрономії, гравіметрії, геології, геофізики та інших суміжних наук. Вважав, що результати геодезичних і гравіметричних робіт слід використовувати для вивчення верхньої мантії, горизонтальних і вертикальних рухів земної кори, для перевірки гіпотези про рух материків. Цей напрям досліджень він назвав фізичної геодезією.
Велика заслуга Красовського у підготовці інженерних і наукових кадрів з вищої геодезії. Написав ряд підручників і посібників з геодезії, зокрема, «Посібник з вищої геодезії» (т. 1-3, 1943), був одним з авторів і головним редактором двотомного курсу геодезії. Вибрані твори Красовського в 4-х томах опубліковані в 1953—1955.

## Відзнаки
- Заслужений діяч науки і техніки РРФСР (1943).
- Сталінські премії (1943, 1952 посмертно).
- Орден Трудового Червоного Прапора
- Орден Леніна

## Твори
- Красовский Ф. Н. Избранные сочинения, т. 1—4, М., 1953—55. Скачать http://gis-lab.info/docs.html [Архівовано 11 квітня 2010 у Wayback Machine.] (Разное/Математическая основа)